# Mielichhoferia lindigii
Mielichhoferia lindigii là một loài rêu trong họ Bryaceae. Loài này được Hampe mô tả khoa học đầu tiên năm 1862.